# Кастренски мост
Кастренският мост (на гръцки: Γέφυρα Kάστρου) е каменен мост в Егейска Македония, Гърция.
Мостът е разположен на стария път между селата Мегаро (Радосинища) и Кастро (Хисар) на река Гревениотикос, около километър под Кастро. Склоновете на планината са стръмни, а местността обрасла с дъбове. Мостът вероятно е изграден в XVIII или в XIX век, вероятно преди 1850 година по спомени на местни жители. Според една от версиите мостът е построен от монасите от по-късно унищожения манастир „Свети Николай“ в местността Палиомонастирио (Стар манастир). Според втора версия мостът е построен от жителите на селото, а според трета, подкрепена от името моста на Пашата (του Πασά το γεφύρι) той е построен от местния турски управител на Хисар. Мостът се използва активно до 60-те години на XX век.
Мостът има една дъга. Дълъг е 23 m, широк 3 m и висок 8 m. Краищата на пътя по моста са надлъжно обградени с камъни, стърчащи над нивото около 10 cm, като същевременно има и големи камъни, служещи като елементарен парапет, които добавят към красотата на моста. Зидарията е от дялани камъни с хоросан, подсилени от желязна арматура.
В 1995 година мостът е обявен за защитен паметник. В 1999 година мостът е реставриран, като са заменени липсващите камъни.